# Funk Riot Beat
Funk Riot Beat – solowy album niemieckiego muzyka Aleca Empire, jedyny wydany pod pseudonimem Death Funk w 1997 roku przez Digital Hardcore Recordings.

## Lista utworów
1. „Down With the Shit” – 4:53
2. „Crystal” – 4:02
3. „The New World Order” – 0:32
4. „Hard Like It's a Pose” – 5:48
5. „Beating Up the B's” – 2:52
6. „Rip Your Brain Out” – 2:00
7. „Moon Explosion” – 3:05
8. „Don't Mess Up With Me” – 3:12
9. „The Trace of Soul (Pt.1)” – 1:12
10. „The Trace of Soul (Pt.2)” – 5:15
11. „Slow Hinduism” – 6:30
12. Bez tytułu (utwór później zatytułowany „Rippin' Up”[1], a wcześniej znany jako „Hard Like It's a Pose” (repsise))